# Lise Klaveness
Lise Klaveness est une footballeuse, dirigeante sportive et avocate norvégienne née le 19 avril 1981 à Meland, dans le comté de Hordaland.
Ancienne joueuse professionnelle et internationale, elle préside la Fédération de Norvège de football (NFF) depuis le 7 mars 2022.
Sa carrière et ses prises de position en font une figure emblématique du football norvégien et une voix forte dans le débat international sur les droits humains et l'éthique sportive.

## Biographie
Lise Klaveness naît le 19 avril 1981 à Meland, un village de 8 000 habitants situé dans le comté de Hordaland et devenu la commune d'Alver en 2020,.
Joueuse professionnelle de football entre 1997 et 2011, Lise Klaveness compte 73 sélections en équipe nationale norvégienne. Elle évolue aux postes de milieu de terrain et d’attaquante.
Elle joue successivement pour le IL Sandviken jusqu'en 1999, le Bjørnar en 2000, deux clubs de la ville de Bergen, puis le FK Athene Moss en 2001 et l'Asker de Bergen entre 2002 et 2005. puis en 2008. En 2007, elle atteint finale de la Coupe féminine de l’UEFA, l’ancêtre de la Ligue des champions féminine avec le club suédois d’Umeå IK.
Après sa carrière de joueuse, Lise Klaveness obtient un master en droit et exerce comme avocate, adjointe à la Cour de district d’Oslo, et conseillère spéciale pour la Banque nationale norvégienne. Spécialisée en droit du travail, elle s'implique dans des litiges impliquant des clubs de football et leurs employés. Elle œuvre notamment pour protéger les droits des entraîneurs victimes de licenciements abusifs.

### Carrière de dirigeante sportive
Le 7 mars 2022, elle est élue présidente de la Fédération de Norvège de football (NFF). Elle est la première femme à occuper ce poste. Dès son entrée en fonction, elle exprime sa volonté de transformer le football, tant à l'échelle nationale qu'internationale, et de défendre des valeurs d'égalité, de respect et de transparence.
Son engagement prend une dimension internationale lors du congrès de la Fédération internationale de football association (FIFA) le 31 mars 2022 à Doha, au Qatar. Profitant de l'opportunité de s'exprimer devant les dirigeants du football mondial, elle critique ouvertement l'attribution de la Coupe du monde 2022 au Qatar, évoquant les violations des droits humains, les conditions de travail des ouvriers migrants, et le non-respect des droits des femmes et des personnes LGBTQ+,,.
Lise Klaveness s'oppose ouvertement à Gianni Infantino, président de la FIFA depuis 2016 dont elle critique le bilan. Elle lui reproche de ne pas accomplir les réformes annoncées et l’absence de diffuseurs majeur pour la Coupe du monde féminine 2023,.
Lise Klaveness est diplômée en décembre 2022 de l'UEFA MIP (Executive Master for international players) délivré par le Centre de droit et d’économie du sport (CDES) de l’Université de Limoges.
En décembre 2024, lors du congrès extraordinaire de la FIFA, la NFF s'oppose au mode de désignation opéré par la fédération internationale pour sélectionner les pays hôtes des Coupes du monde. Après l'envoi d'un courrier formel, elle refuse de participer au vote par acclamation censé valider les candidatures uniques du consortium Maroc-Espagne-Portugal-Argentine-Paraguay-Uruguay et de l'Arabie saoudite pour les éditions 2030 et 2034. Pour Lise Klaveness, « Le Congrès a avant tout pour but d'avaliser le mode de désignation opéré par la FIFA. (...)En nous abstenant lors du vote par acclamation, nous envoyons le signal clair que nous ne validons pas l'approche actuelle de la FIFA. »
Lise Klaveness exprime son émotion à la chaîne de télévision norvégienne NRK (Norsk rikskringkasting) le 14 décembre 2024 après l’annonce de la composition du groupe de la Norvège pour les éliminatoires de la Coupe du monde 2026 dans lequel est Israël. Elle déclare que « C’est aussi difficile pour nous au-delà du purement sportif. Aucun d’entre nous ne peut avoir une attitude indifférente face aux attaques disproportionnées auxquelles Israël a soumis la population civile de Gaza au fil du temps. »,. Elle demande à la FIFA d'enquêter sur Israël pour violations humanitaires avant le match de qualification prévu le 25 mars 2025 et demande qu’Israël soit suspendu des compétitions sportives internationales.